# オット・ロペス
- オットー・ロペス

オット・アリエル・ロペス（Otto Ariel López, 1998年10月1日 - ）は、ドミニカ共和国サントドミンゴ出身のプロ野球選手（内野手、外野手）。右投右打。MLBのマイアミ・マーリンズ所属。

## 経歴

### プロ入りとブルージェイズ時代
ドミニカ共和国で生まれたが、その後家族でカナダのモントリオールに引っ越し、幼少期の大半をモントリオールで過ごした。父がカナダで教師として働いている間にカナダの市民権を取得した。
2016年7月4日にアマチュア・フリーエージェントでトロント・ブルージェイズと契約してプロ入り。
2017年に傘下のルーキー級ガルフ・コーストリーグ・ブルージェイズでプロデビューした。
2018年はルーキー級ブルーフィールド・ブルージェイズで開幕を迎え、シーズン途中にA-級バンクーバー・カナディアンズへ昇格した。
2019年はA級ランシング・ラグナッツでプレーした。オフにはドミニカ共和国で行われたウィンターリーグにレオネス・デル・エスコヒードの一員として参加した。
2020年はCOVID-19の影響の影響でマイナーリーグの試合が開催されなかったが、前年と同じくドミニカ共和国でウィンターリーグに参加し、レオネスでプレーした。オフの11月20日にルール・ファイブ・ドラフトでの流出を防ぐために40人枠に登録された。
2021年8月17日のワシントン・ナショナルズ戦でメジャーデビューを果たした。
2023年はシーズン開幕前に開催された第5回WBCのカナダ代表に選出された。シーズンはメジャーでのプレーはなかった。
2024年2月9日にジャリエル・ロドリゲスの加入に伴い、DFAになった。

### マーリンズ時代
2024年2月13日に金銭トレードでサンフランシスコ・ジャイアンツへ移籍した。4月1日にDFAとなった。4月4日にウェイバー公示を経てマイアミ・マーリンズへ移籍した。8月18日のメッツ戦では二塁手を守り、中堅後方の打球を中堅手のデレク・ヒルが捕球し、速やかに右翼手のヘスス・サンチェスへ送球。そのサンチェスが二塁手のロペスへ送球。ロペスは更に捕手のニック・フォーテスへ送球し、メッツの走者であるマーク・ビエントスを本塁で刺殺。これにより史上初の「8-9-4-2の併殺打」という珍プレーを記録した。マーリンズの正二塁手に定着したこの年は117試合に出場して、打率.270、6本塁打、39打点、20盗塁、OPS.690を記録した。

## 詳細情報

### 年度別打撃成績
| 年 度    | 球 団    | 試 合 | 打 席 | 打 数 | 得 点 | 安 打 | 二 塁 打 | 三 塁 打 | 本 塁 打 | 塁 打 | 打 点 | 盗 塁 | 盗 塁 死 | 犠 打 | 犠 飛 | 四 球 | 敬 遠 | 死 球 | 三 振 | 併 殺 打 | 打 率 | 出 塁 率 | 長 打 率 | O P S |
| -------- | -------- | ----- | ----- | ----- | ----- | ----- | -------- | -------- | -------- | ----- | ----- | ----- | -------- | ----- | ----- | ----- | ----- | ----- | ----- | -------- | ----- | -------- | -------- | ----- |
| 2021     | TOR      | 1     | 1     | 1     | 0     | 0     | 0        | 0        | 0        | 0     | 0     | 0     | 0        | 0     | 0     | 0     | 0     | 0     | 1     | 0        | .000  | .000     | .000     | .000  |
| 2022     | TOR      | 8     | 10    | 9     | 0     | 6     | 0        | 0        | 0        | 6     | 3     | 0     | 1        | 0     | 0     | 1     | 0     | 0     | 1     | 0        | .667  | .700     | .667     | 1.367 |
| MLB：2年 | MLB：2年 | 9     | 11    | 10    | 0     | 6     | 0        | 0        | 0        | 6     | 3     | 0     | 1        | 0     | 0     | 1     | 0     | 0     | 2     | 0        | .600  | .636     | .600     | 1.236 |

- 2023年度シーズン終了時

### WBCでの打撃成績
| 年 度 | 代 表  | 試 合 | 打 席 | 打 数 | 得 点 | 安 打 | 二 塁 打 | 三 塁 打 | 本 塁 打 | 塁 打 | 打 点 | 盗 塁 | 盗 塁 死 | 犠 飛 | 四 球 | 敬 遠 | 死 球 | 三 振 | 併 殺 打 | 打 率 | 出 塁 率 | 長 打 率 |
| ----- | ------ | ----- | ----- | ----- | ----- | ----- | -------- | -------- | -------- | ----- | ----- | ----- | -------- | ----- | ----- | ----- | ----- | ----- | -------- | ----- | -------- | -------- |
| 2023  | カナダ | 4     | 18    | 17    | 4     | 5     | 0        | 1        | 1        | 10    | 6     | 0     | 0        | 0     | 1     | 0     | 0     | 1     | 0        | .294  | .333     | .588     |

### 年度別守備成績
内野守備
| 年 度 | 球 団 | 二塁（2B） | 二塁（2B） | 二塁（2B） | 二塁（2B） | 二塁（2B） | 二塁（2B） | 遊撃（SS） | 遊撃（SS） | 遊撃（SS） | 遊撃（SS） | 遊撃（SS） | 遊撃（SS） |
| 年 度 | 球 団 | 試 合      | 刺 殺      | 補 殺      | 失 策      | 併 殺      | 守 備 率   | 試 合      | 刺 殺      | 補 殺      | 失 策      | 併 殺      | 守 備 率   |
| ----- | ----- | ---------- | ---------- | ---------- | ---------- | ---------- | ---------- | ---------- | ---------- | ---------- | ---------- | ---------- | ---------- |
| 2022  | TOR   | 1          | 0          | 2          | 0          | 0          | 1.000      | 5          | 2          | 1          | 0          | 0          | 1.000      |
| MLB   | MLB   | 1          | 0          | 2          | 0          | 0          | 1.000      | 5          | 2          | 1          | 0          | 0          | 1.000      |

外野守備
| 年 度 | 球 団 | 中堅（CF） | 中堅（CF） | 中堅（CF） | 中堅（CF） | 中堅（CF） | 中堅（CF） |
| 年 度 | 球 団 | 試 合      | 刺 殺      | 補 殺      | 失 策      | 併 殺      | 守 備 率   |
| ----- | ----- | ---------- | ---------- | ---------- | ---------- | ---------- | ---------- |
| 2022  | TOR   | 1          | 0          | 0          | 0          | 0          | ----       |
| MLB   | MLB   | 1          | 0          | 0          | 0          | 0          | ----       |

- 2023年度シーズン終了時

### 背番号
- 72（2021年）
- 51（2022年）
- 61（2024年 - ）